# Conviction (Angel)
Pour les articles homonymes, voir Conviction (homonymie).
Conviction est le 1er épisode de la saison 5 de la série télévisée Angel.

## Synopsis
L'équipe d'Angel Investigations a pris possession des bureaux de Wolfram & Hart et s'habitue à son nouvel environnement. Fred, désormais à la tête du département scientifique, découvre son gigantesque laboratoire en compagnie de Knox, son nouvel assistant. Lorne a l'air très à l'aise et dirige le département spectacles alors que Wesley Wyndam-Pryce a pris en charge le département magie. Angel fait la connaissance de son agent de liaison avec les Associés Principaux, une jeune femme nommée Eve, qui conseille à Gunn d'aller voir le Dr Sparrow pour passer à l'étape supérieure. Angel a également le déplaisir de voir que sa secrétaire est Harmony et reçoit son premier client, Corbin Fries, qui devant les réticences d'Angel à l'aider, menace de « lâcher sa bombe ». En menant leur enquête, Angel et son équipe découvrent que cette bombe, placée dans le cœur du fils de Fries, a été créée grâce à la magie et contient un virus inconnu. 
Le procès de Fries commence à mal se dérouler pour lui et Lorne, qui assiste aux débats, conseille à Angel de mettre le fils de Fries en isolement. Hauser, le chef de la sécurité de Wolfram & Hart décide alors d'agir de son propre chef et d'éliminer l'enfant. Angel arrive à devancer l'équipe d'intervention et se débarrasse d'eux, tuant Hauser, mais, dans le même temps, Gunn intervient dans le procès et arrive à stopper la procédure. Plus tard, Eve explique à l'équipe que Gunn s'est fait implanter par le docteur Sparrow des connaissances juridiques qui en font un avocat de premier ordre. De son côté, Wesley et Fred ont désamorcé la bombe mystique du fils de Fries et toute l'équipe se réunit, ayant bon espoir de se servir des ressources de Wolfram & Hart pour faire le bien. Angel ouvre une enveloppe qu'il a reçue plus tôt et l'amulette qu'il a donnée à Buffy dans l'épisode La Fin des temps, partie 2 en tombe et s'active, faisant apparaître Spike. 

## Production
La première scène tournée à l'intérieur des locaux de Wolfram & Hart dure presque quatre minutes. Joss Whedon avait demandé à son chef décorateur, Stuart Blatt, de construire des décors suffisamment grands pour qu'il puisse s'y déplacer avec un steadicam sans jamais avoir à couper la scène. La scène présente les principaux personnages de la série dans leur nouvel environnement et il a fallu 27 prises pour la tourner en raison de sa longueur. Alexis Denisof souffrait au moment du tournage d'une paralysie faciale du côté gauche et tous les plans le filment donc au moins de trois-quarts droite.